# Olympische Sommerspiele 2000/Kanu – Zweier-Canadier Slalom (Männer)
Die Wettkämpfe im Zweier-Canadier-Slalom bei den Olympischen Sommerspielen 2000 wurden am 19. und 20. September 2000 auf der Slalomstrecke im Penrith Whitewater Stadium ausgetragen.
Olympiasieger wurden die Brüder Pavol & Peter Hochschorner, die hier ihren ersten von drei Olympiasiegen holten. 

## Ergebnisse

### Qualifikation
Die 12 teilnehmenden Boote hatten in der Qualifikation am 19. September zwei Läufe. Die ersten Acht mit den besten addierten Ergebnissen erreichten das Finale.
| Rang | Kanute                                     | Nation             | Lauf 1   | Lauf 1 | Lauf 1 | Lauf 2   | Lauf 2 | Lauf 2 | Gesamt |
| Rang | Kanute                                     | Nation             | Zeit     | Strafe | Gesamt | Zeit     | Strafe | Gesamt | Gesamt |
| ---- | ------------------------------------------ | ------------------ | -------- | ------ | ------ | -------- | ------ | ------ | ------ |
| 1    | Pavol Hochschorner / Peter Hochschorner    | Slowakei           | 130,64 s | 2      | 132,64 | 134,49 s | 2      | 136,49 | 269,13 |
| 2    | Frank Adisson / Wilfrid Forgues            | Frankreich         | 134,96 s | 0      | 134,96 | 135,54 s | 0      | 135,54 | 270,50 |
| 3    | André Ehrenberg / Michael Senft            | Deutschland        | 134,89 s | 0      | 134,89 | 140,65 s | 4      | 144,65 | 279,54 |
| 4    | Stuart Bowman / Nick Smith                 | Großbritannien     | 131,88 s | 2      | 133,88 | 131,28 s | 2      | 133,28 | 267,16 |
| 5    | Marek Jiras / Tomáš Máder                  | Tschechien         | 138,95 s | 0      | 138,95 | 139,65 s | 2      | 141,65 | 280,60 |
| 6    | Krzysztof Kołomański / Michał Staniszewski | Polen              | 144,46 s | 4      | 148,46 | 137,48 s | 0      | 137,48 | 285,94 |
| 7    | Andrzej Wójs / Sławomir Mordarski          | Polen              | 142,48 s | 2      | 144,48 | 140,48 s | 2      | 142,48 | 286,96 |
| 8    | Jaroslav Volf / Ondřej Štěpánek            | Tschechien         | 151,29 s | 2      | 153,29 | 137,28 s | 0      | 137,28 | 290,57 |
| 9    | Benoît Gauthier / Tyler Lawlor             | Kanada             | 156,57 s | 6      | 163,67 | 148,54 s | 0      | 148,54 | 311,11 |
| 10   | Toni Herreros / Marc Vicente               | Spanien            | 143,93 s | 52     | 193,95 | 144,69 s | 4      | 148,69 | 344,62 |
| 11   | Kai Swoboda / Andrew Farrance              | Australien         | 143,32 s | 4      | 147,32 | 146,01 s | 54     | 200,01 | 347,33 |
| 12   | Matt Taylor / Lecky Haller                 | Vereinigte Staaten | 144,43 s | 54     | 198,43 | 153,39 s | 2      | 155,39 | 353,82 |

### Finale
Die 8 Finalisten hatten im Finale am 20. September zwei Läufe. Gewertet wurde die Addition der beiden Läufe.
| Rang | Kanute                                     | Nation         | Lauf 1   | Lauf 1 | Lauf 1 | Lauf 2   | Lauf 2 | Lauf 2 | Gesamt |
| Rang | Kanute                                     | Nation         | Zeit     | Strafe | Gesamt | Zeit     | Strafe | Gesamt | Gesamt |
| ---- | ------------------------------------------ | -------------- | -------- | ------ | ------ | -------- | ------ | ------ | ------ |
| 1    | Pavol Hochschorner / Peter Hochschorner    | Slowakei       | 119,01 s | 2      | 121,01 | 116,73 s | 0      | 116,73 | 237,74 |
| 2    | Krzysztof Kołomański / Michał Staniszewski | Polen          | 124,19 s | 0      | 124,19 | 119,62 s | 0      | 119,62 | 243.61 |
| 3    | Marek Jiras / Tomáš Máder                  | Tschechien     | 121,43 s | 2      | 123,43 | 122,02 s | 4      | 126,02 | 249,45 |
| 4    | Stuart Bowman / Nick Smith                 | Großbritannien | 121,85 s | 2      | 123,85 | 126,08 s | 2      | 126,08 | 249,93 |
| 5    | Jaroslav Volf / Ondřej Štěpánek            | Tschechien     | 126,27 s | 0      | 126,27 | 123,09 s | 4      | 127,09 | 253,36 |
| 6    | Andrzej Wójs / Sławomir Mordarski          | Polen          | 119,74 s | 2      | 121,74 | 127,77 s | 6      | 133,77 | 255,51 |
| 7    | Frank Adisson / Wilfrid Forgues            | Frankreich     | 119,28 s | 0      | 119,28 | 119,63 s | 52     | 171,63 | 290,91 |
| 8    | André Ehrenberg / Michael Senft            | Deutschland    | 123,15 s | 2      | 125,15 | 124,63 s | 52     | 176,63 | 301,78 |